# Мозолівка (Тернопільський район)
Мозолі́вка — село в Україні, у Підгаєцькій міській громаді Тернопільського району Тернопільської області. Розташоване на Поділлі, в східній частині району, 13 км від Підгаєць. До 1990 року належало до Бережанського району. Адміністративний центр колишньої сільради. Поблизу Мозолівки були хутори Весела Гора (до 2002), Гетьманська Воля (до 1949), Курдибани. 
Населення — 182 особи (2001).

## Географія
Селом тече річка Куринка.

## Населення

### Мова
Розподіл населення за рідною мовою за даними перепису 2001 року:
| Мова       | Кількість | Відсоток |
| ---------- | --------- | -------- |
| українська | 182       | 100%     |

## Історія
Перша писемна згадка — 1785.
Діяли українські товариства «Просвіта», «Сільський господар», «Рідна школа», «Союз українок», кооператива.
У січні 1948 на хуторі Весела Гора відбувся бій вояків УПА з відділами МДБ.
З відновленням Радянської влади організовано сільраду, першим головою став Будний Теодозій Лукянович(у 1950—1955); після нього Лагошняк Микола Антонович(у III.55-II.1958); Чорний Теодозій Федорович(у 02.58-02.1968); Заходняк Дмитро Григорович (у I.69 — III.1969); Ганчар Ярослава Василівна (у IV.69 — IV.70р); Ганчар Ігор Васильович(у V.70-III.77). У квітні 1977 сільраду у Мозолівці ліквідували і перевели до с. Голгоча, для яких організували спільну сільраду.[джерело?]
Сільраду в Мозолівці відновлено в січні 1991 році у приміщенні школи. Очолювали сільраду: Любомира Балдис (у 1991—2002 рр.), Ярослава Заходняк (2002—2011), тепер Роман Гурей.[джерело?]
У 1949 року примусово створено колгосп у Мозолівці, першим головою був східняк Погода. В 1970 році об'єднали колгоспи в Голгочах та Мозолівці. В 1990 році при розєднані колгоспу утворено к-п ім. Івана Франка в Голгочах та Лесі Українки в Мозолівці, який у 1994 році прейменовано на селянську спілку Гетьманська Воля головою яких був Степан Придатко. З листопада 1998 року і донині — Василь Купратий.[джерело?]
12 червня 2020 року, відповідно до розпорядження Кабінету Міністрів України № 724-р «Про визначення адміністративних центрів та затвердження територій територіальних громад Тернопільської області» увійшло до складу Підгаєцької міської громади.
19 липня 2020 року, в результаті адміністративно-територіальної реформи та ліквідації Підгаєцького району, село увійшло до складу Тернопільського району.

## Пам'ятки
Є церква Покрови Пресвятої Богородиці (1888, дерев'яна), капличка (відновлена 1991).
Встановлено пам'ятні хрести на честь скасування панщини (1886, відновлено 1993), жертвам чуми (1914), на пам'ять про повалення прокомуністичної влади (1993); споруджено спільну могилу воякам УПА (поховано 3 особи); насипана символічна могила Борцям за волю України (1994).

## Соціальна сфера
Працюють ЗОШ 1 ступеня, клуб, бібліотека, ФАП.

## Економіка
- ТзОВ «Мрія Підгайці» (в оренді — 920 га, керівник — І. М. Гута)[джерело?]
- ПАП «Воля» (в оренді -26 га, керівник — І. І. Ганчар)[джерело?]
- ф/г Боднарчук М. Я. (в оренді — 135 га, керівник — М. Я. Боднарчук)[джерело?]

## Відомі люди

### Народилися
- релігійний діяч, редактор «Місіонаря», видавець о. Лазар Березовський,
- громадсько-політичний діяч, історик Мирослав Кальба,
- громадський діяч, юрист, підприємець Я.-С. Кальба,
- підприємець, громадський діяч В. Лагошняк,
- громадсько-політичний діяч В. Ліщинецький,
- педагог, громадсько-освітній діяч 1. Ліщинецький.
- оранжувальник, регент церковноо хору заслужений діяч мистецтв України Володимир Цяпа

### Пов'язані з селом
На хуторі Весела Гора проживав поет, режисер Б. Бобинський, агроном-насіннєвод Ярослав Чорний.

## Галерея

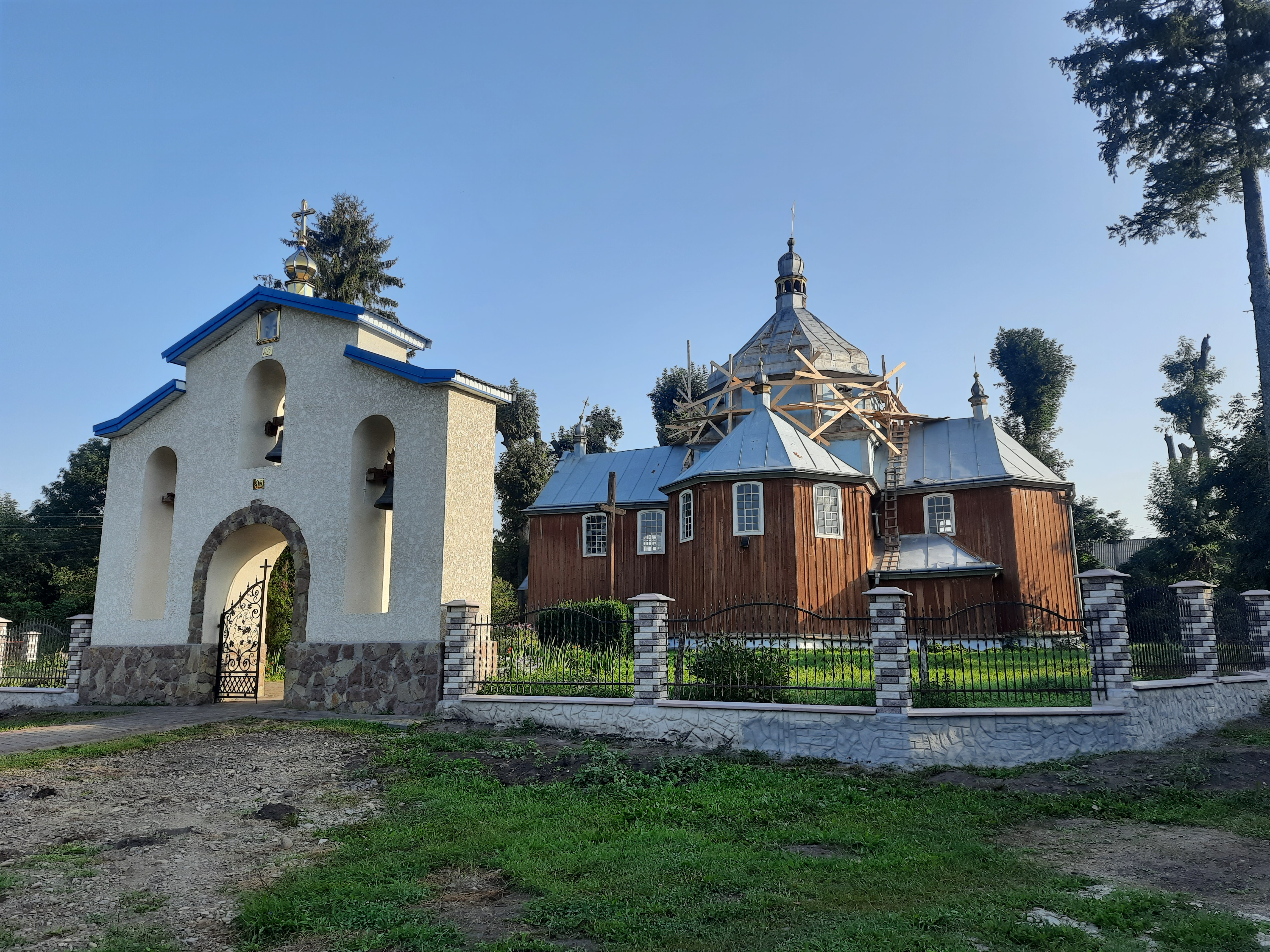
Церква Покрови Пресвятої Богородиці
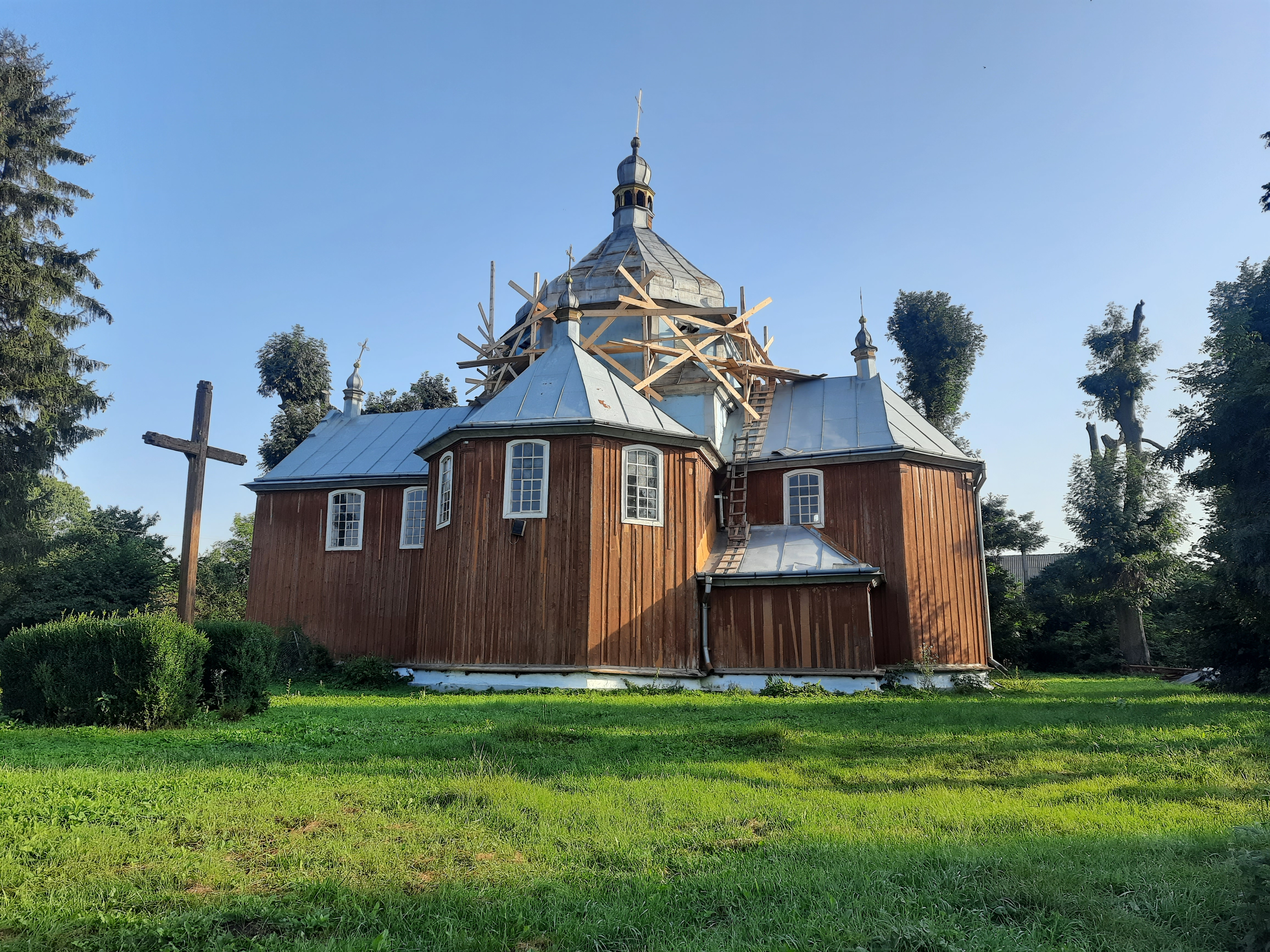
Церква Покрови Пресвятої Богородиці
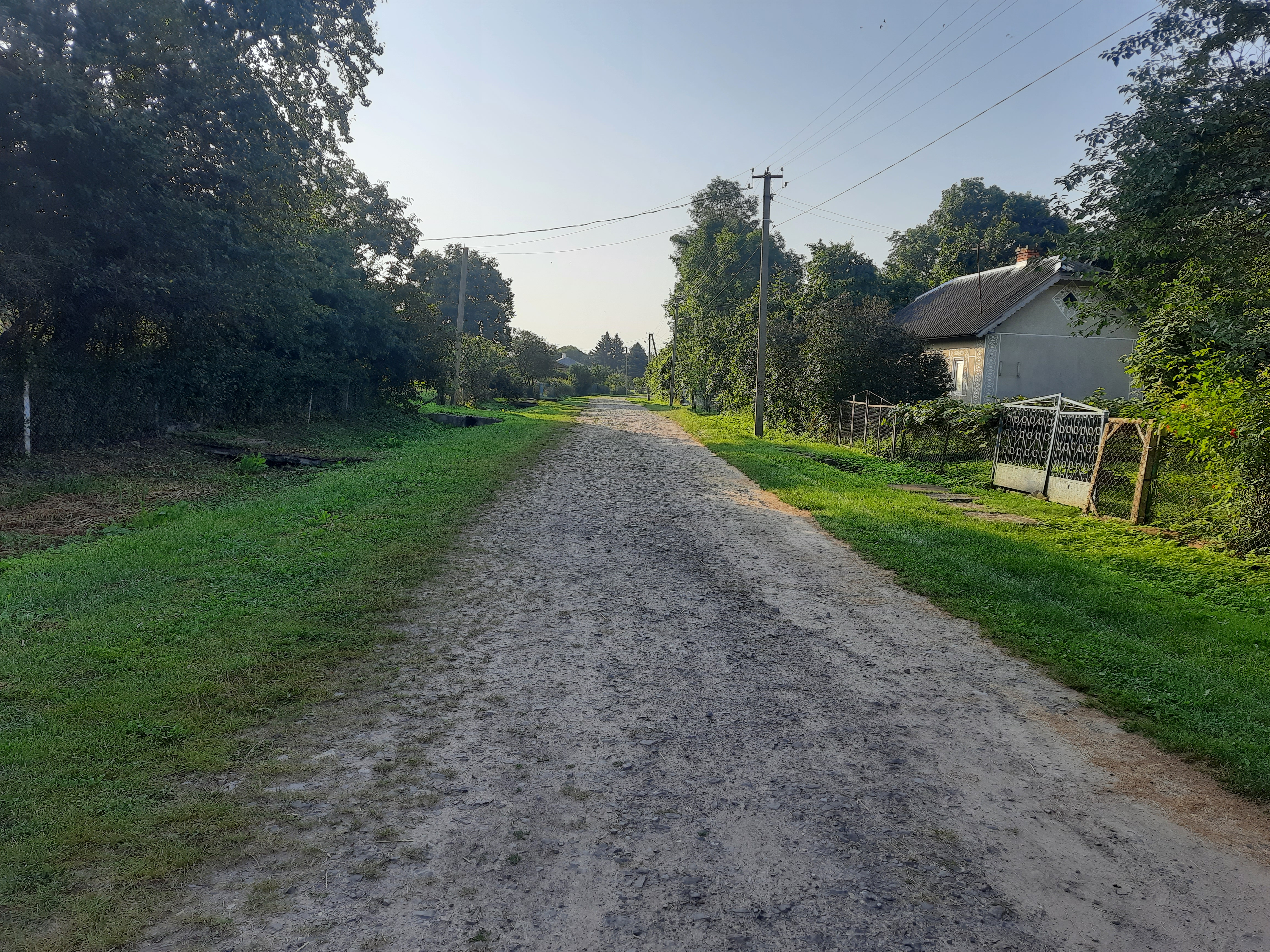
Сільська вулиця
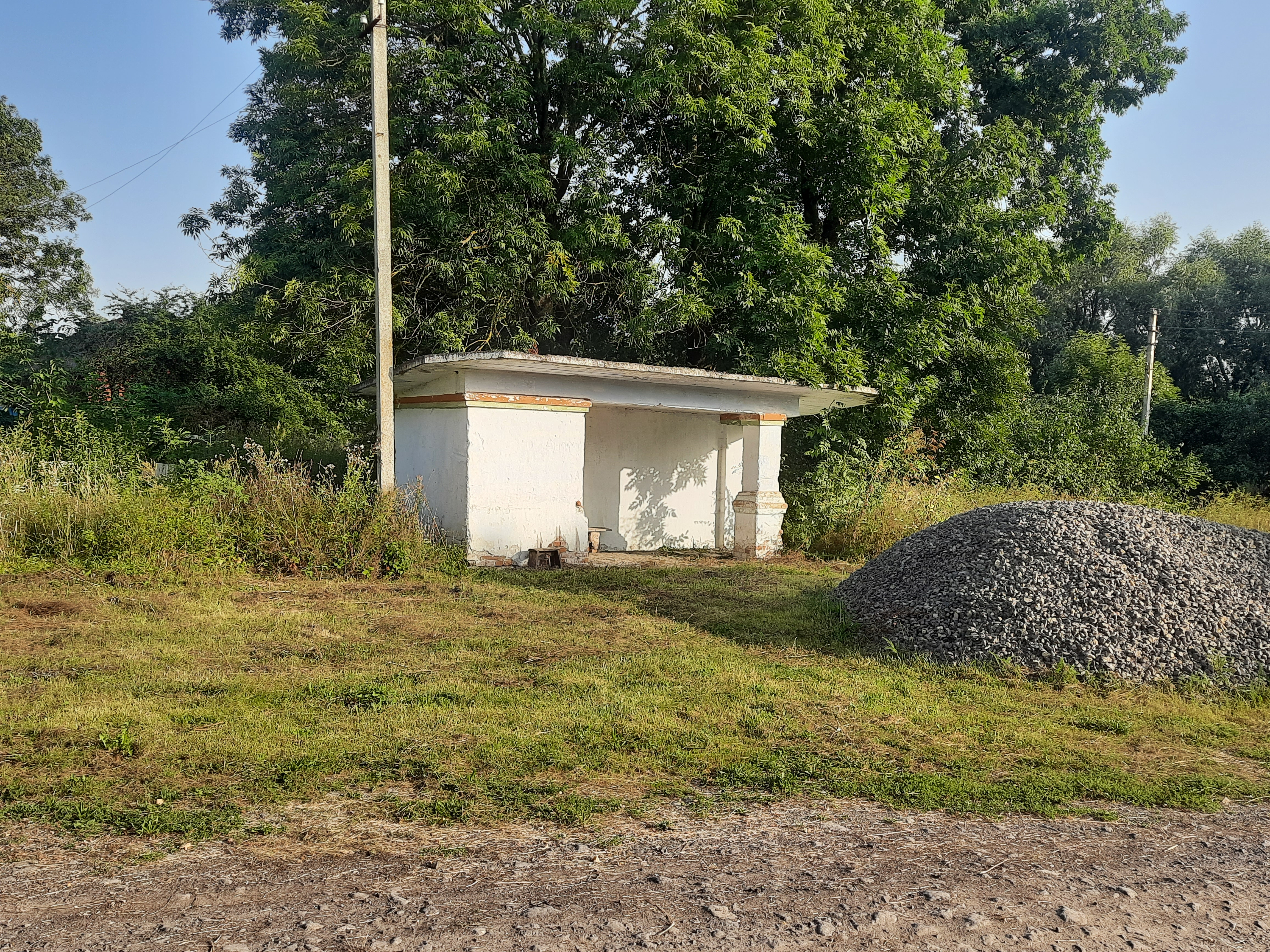
Автобусна зупинка
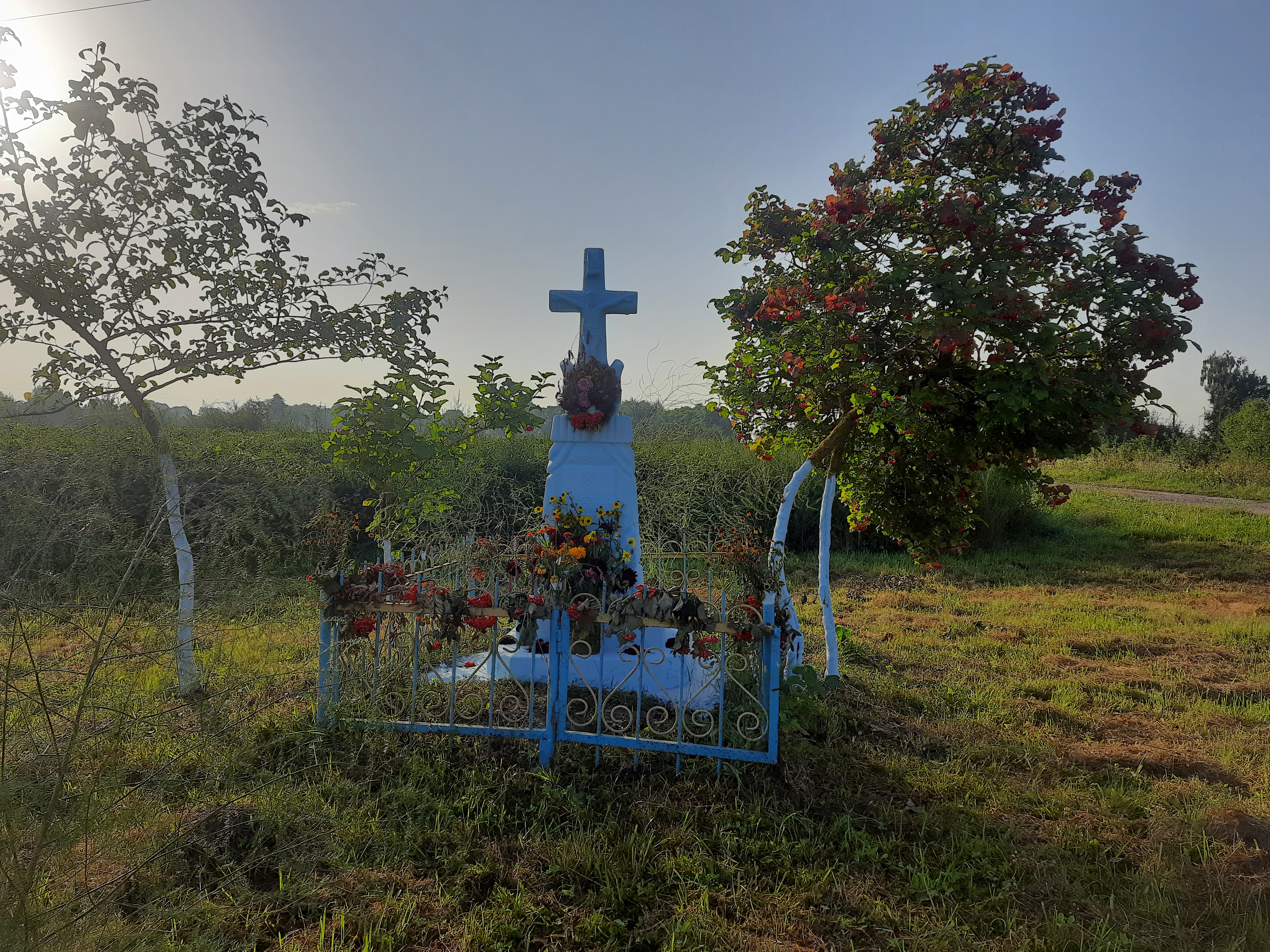
Пам'ятний хрест на околиці села
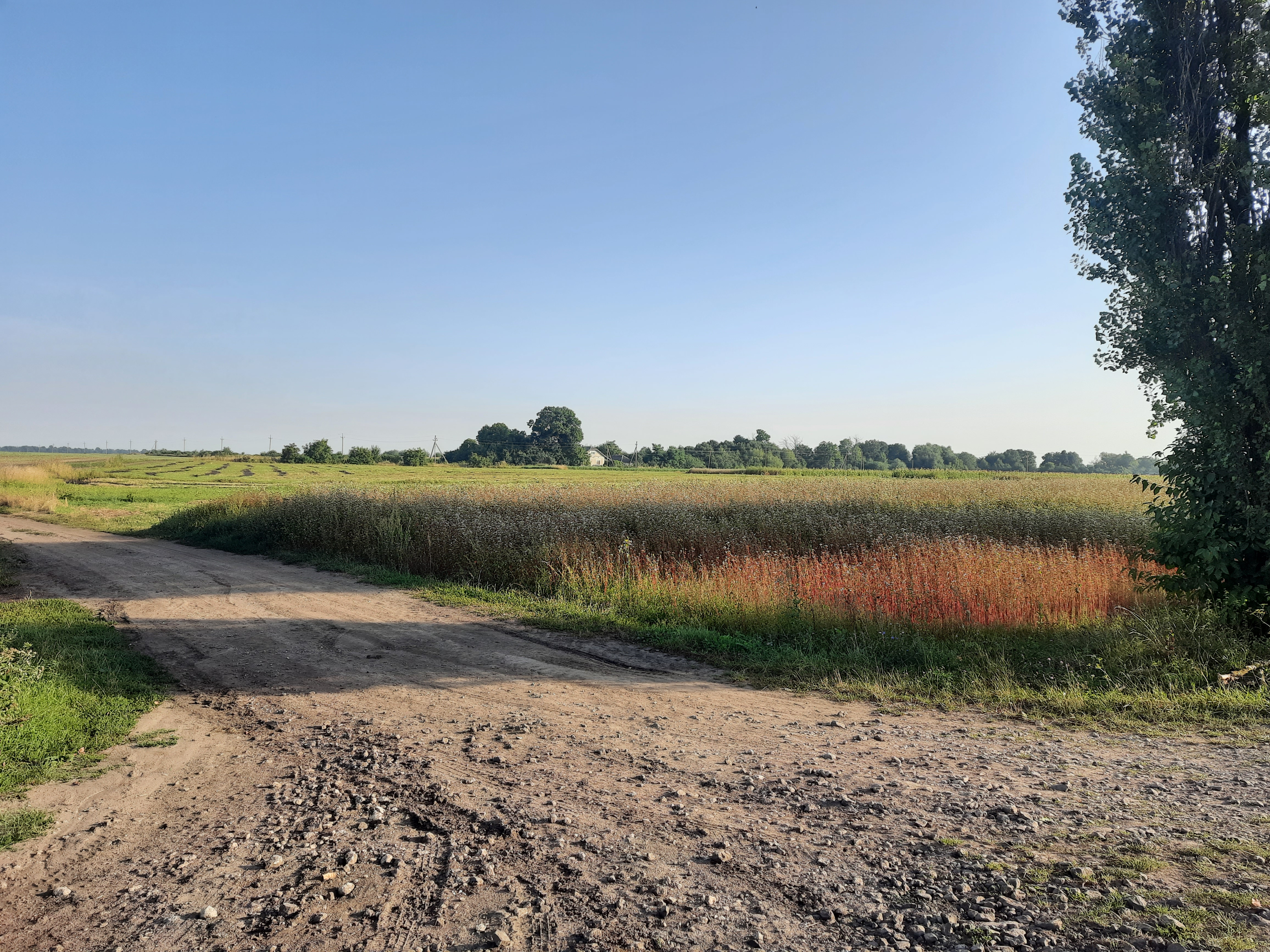
Краєвид біля села